# Oberdorfen

Oberdorfen von Norden

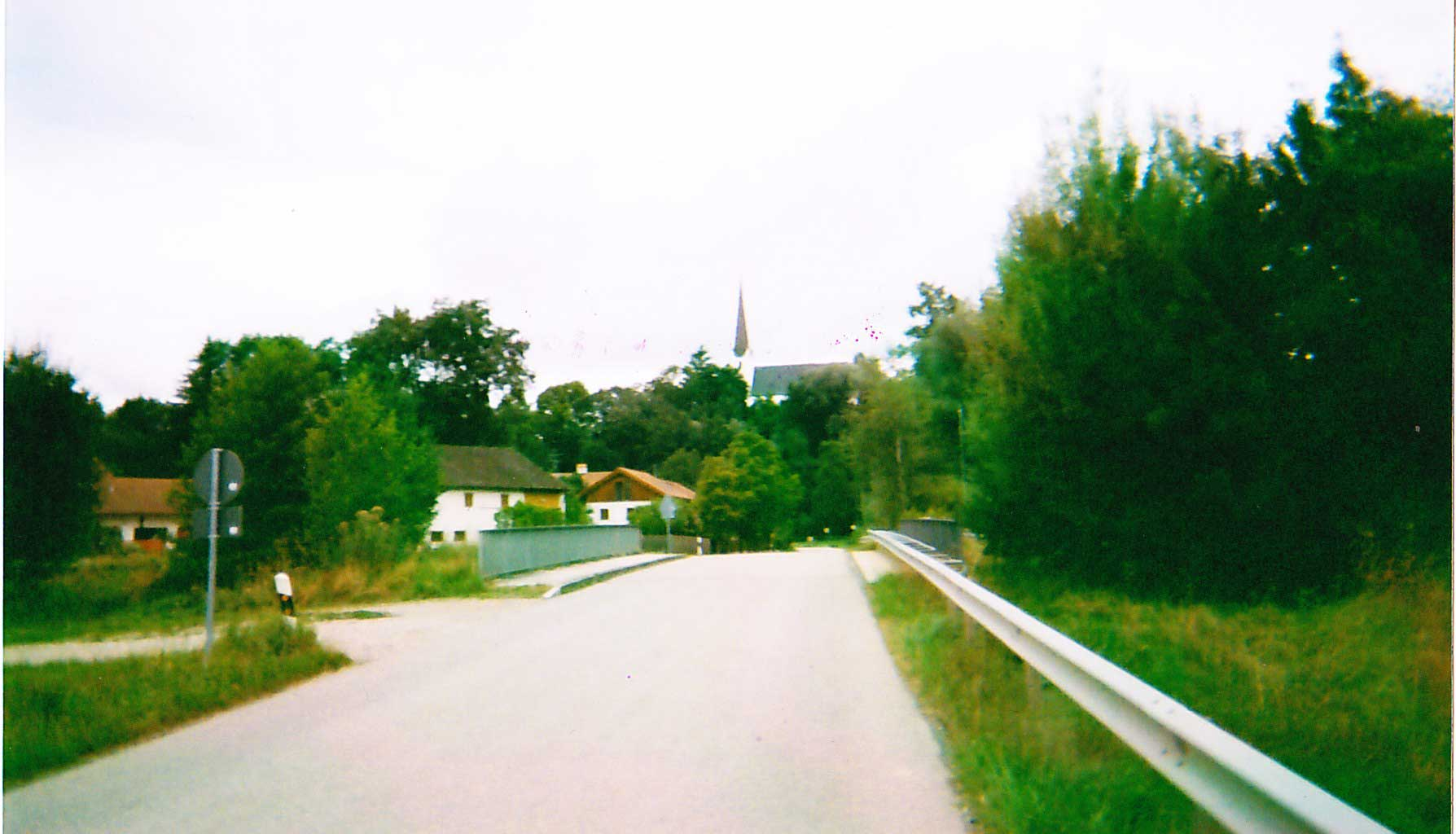
Oberdorfen von Süden

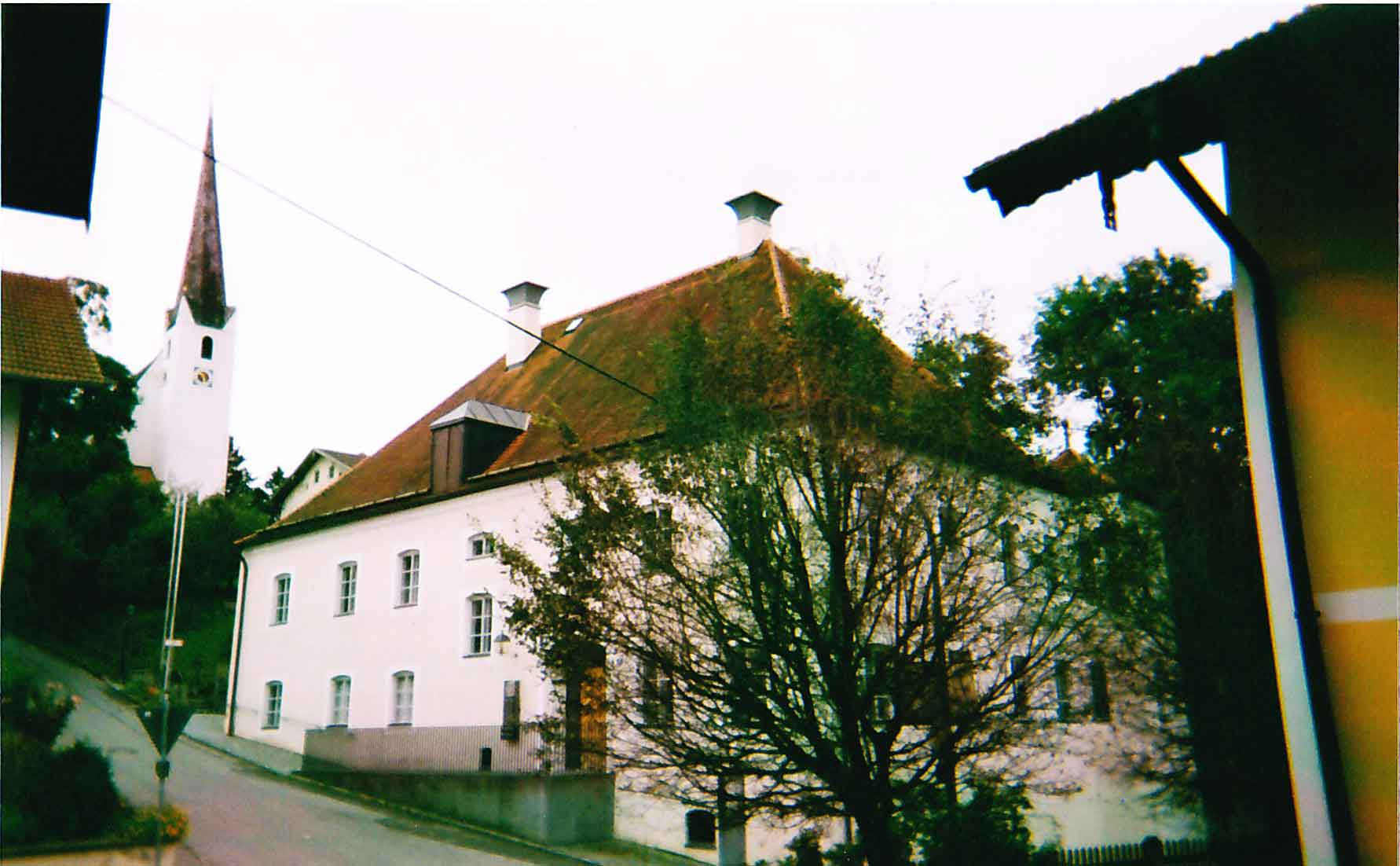
Pfarrkirche und Pfarrhof von Westnordwesten

Oberdorfen ist mit circa 1.000 Einwohnern der größte Ortsteil der Stadt Dorfen im oberbayrischen Landkreis Erding rund 45 Kilometer östlich der Landeshauptstadt München. 

## Lage
Das Pfarrdorf Oberdorfen liegt einen Kilometer westlich von Dorfen entfernt, mit dem es inzwischen fast zusammengewachsen ist.

## Geschichte
Die erste urkundliche Erwähnung Oberdorfens ist, wie bei Dorfen, um 773, da dabei nicht nach Dorfen und Oberdorfen unterschieden worden ist. Seine geschichtliche Bedeutung hatte Oberdorfen als Pfarrsitz von einem Gebiet, das die heutigen Pfarreien Dorfen und Oberdorfen umfasste, in der Maria Dorfen als reiche Wallfahrtskirche nur eine unter vielen Filialen war. Erst 1813 wurde Dorfen eine selbstständige Pfarrei. In Oberdorfen lag auch die Volksschule der Gemeinde Zeilhofen. In dem Gebäude befindet sich heute die Schießstätte der Isengau-Schützen. In den 1970er-Jahren wurde die große Huber-Siedlung angelegt, in der Werner Lorant wohnte.
Bis zur bayerischen Gebietsreform 1978 war Oberdorfen Ortsteil und Verwaltungssitz der Gemeinde Zeilhofen.

## Sehenswürdigkeiten
- Pfarrkirche St. Georg: ein spätgotischer Bau des 15. Jahrhunderts (Chorbogen 1468) mit einer hohen Turmspitze, oberhalb des Ortes gelegen. An nennenswerter Ausstattung gibt es einen spätbarocken Hochaltar von 1740 sowie eine Kreuzigungsgruppe von Christian Jorhan dem Älteren aus dem Jahr 1780. Im nördlichen Seitenschiff befindet sich die Ruhestätte des Adelsgeschlechts der Zeilhofer.
- Pfarrhof: Unterhalb der Kirche an der Dorfstraße gelegen befindet sich der große Bau, den der Münchener Hofbaumeister Domenico Zuccalli nach Plänen seines Bruders Enrico Zuccalli von 1689–93 errichtet hat. An der Südwestecke besitzt er einen turmartigen Eckerker.

## Persönlichkeiten
- Bernhard Zöpf (1808–1887), Lehrer in Oberdorfen, Heimatforscher und Autor
- Josef Hopf (1894–1993), Rennleiter von BMW, geboren und gestorben in Oberdorfen
- Josef Gammel (1901–1959), Pfarrer in Oberdorfen, Heimatforscher des Dorfener Raums
- Werner Lorant (1948–2025), international agierender Fußballtrainer, wohnte zeitweise in Oberdorfen